# Albert Wilhelm Rahmn
Albert Wilhelm Rahmn, född den 12 oktober 1871 i  Göteborgs Kristine församling, Göteborg, död den 12 mars 1947 i Burlövs församling, Malmöhus län, var en svensk fotograf och hovfotograf.

## Biografi
Rahmn föddes som son till garveriarbetaren Adolf Wilhelm Rahmn och Catharina Elisabeth Carlberg. Efter läroverksstudier i Göteborg, blev han vid 15 års ålder år 1886 elev hos fotografen Aron Jonason. Han blev senare assistent hos fotografen Lina Jonn i Lund och var under åren 1894-1898 ateljéföreståndare hos Aron Jonason. Efter att ha varit ateljéföreståndare i Kristiania år 1898 och i Borås år 1899, arrenderade han en ateljé i Köpenhamn under åren 1902–1903, varefter han öppnade egen ateljé i Lund år 1903 och i Malmö år 1909.
Rahmn försörjde sig som porträttfotograf och blev känd för porträtt av kungliga familjemedlemmar på Sofiero, och under somrarna fotograferade han skånska adelsfamiljer i välarrangerade gruppbilder i slottsparkerna. Inför den Baltiska utställningen i Malmö år 1914 porträtterade han Östersjöländernas statsöverhuvuden i respektive huvudstad.
Rahmn deltog vid fotografiutställningar i Helsingborg år 1903 och Norrköping år 1906 och var kommissarie för den första stora utställningen på Kungliga Akademien för de fria konsterna år 1920, liksom svensk kommissarie för en nordisk fotografiutställning i Oslo år 1925.
Rahmn utförde sina utställningsbilder i gummitryck och höll fast vid tekniken in på 1920-talet. Rahmn stängde ateljén i Lund år 1924, men arbetade vidare i ateljén i Malmö till slutet av 1930-talet.
Rahmn gifte sig år 1901 i Göteborg med Elin Dryselius  (född 1866, död 1908). Han gifte om sig år 1909 i Hörby med Thyra Maritza Matilda Dunér (född 1881, död 1962).